# 大乙中
大乙中（だいおつちゅう）は、664年から685年まで日本で用いられた冠位である。26階中20位で上が大乙上、下が大乙下である。

## 概要
天智天皇3年（664年）2月9日の冠位二十六階で、大乙上と大乙下の間に挿入して設けられた。
天武天皇14年（685年）1月21日の冠位四十八階で、冠位の命名方法が一新したときに廃止された。

## 大乙中の人物
『日本書紀』にこの冠位をもって現れる人は山背百足のみである。天武天皇5年（676年）に小使として大使の物部麻呂（石上麻呂）とともに遣新羅使になった。
- 山背百足 - 天武天皇5年（676年）10月10日見。遣新羅小使。